# Jan Blomqvist
Pour les articles homonymes, voir Blomqvist.
Jan Blomqvist, de son vrai nom Jan Freter (né en 1982 à Ahnsbeck), est un musicien et producteur allemand de musique électronique,,. Il se produit à la fois en solo en tant qu'artiste live et avec un groupe. Dans ses chansons, il combine des rythmes électroniques avec des synthétiseurs analogiques, du piano et des basses et chante en même temps. Il est représenté dans la réservation par Four Artists.

## Biographie
Blomqvist commence sa carrière musicale à la guitare, avec laquelle il développe encore ses chansons. Adolescent, il était membre d'un groupe de punk rock, mais est fasciné par la musique électronique dès son plus jeune âge. Après avoir obtenu son diplôme d'études secondaires, il déménage à Berlin à l'âge de 19 ans, où il commence d'abord à étudier l'ingénierie aérospatiale, puis les mathématiques. Il abandonne l'université pour poursuivre une carrière. À partir de 2003, il se concentre uniquement sur la musique électronique. La première représentation a lieu en 2008 dans le club berlinois Tresor.
En 2011, le premier single, Big Jet Plane, sort sur le label Dantze. L'année suivante, Ink est le premier EP du label Stil vor Talent. Pour la chanson Something Says de cet EP, une vidéo est tournée en 2012 sur le toit-terrasse Rooftop du Weekend Club sur Alexanderplatz à Berlin, ce qui lui permet de se faire connaitre plus largement en Europe. Toujours en 2012, il chante sur la chanson de Oliver Koletzki The Devil In Me. Au cours des six années suivantes, il donne plus de 500 concerts dans le monde entier.
En 2016, Remote Control devient le premier album de Jan Blomqvist, avec lequel il donne de nombreux concerts, y compris des apparitions dans des festivals de renommée mondiale tels que Burning Man en 2019, Coachella, Rock am Ring ou Tomorrowland ainsi que des concerts réguliers aux légendaires soirées Woomoon sur Ibiza.
Entre mai et septembre 2018, le deuxième album Disconnected sort en trois parties. La tournée suivante de l'album Disconnected était presque toujours complète à travers l'Europe, il participe également à plusieurs soirées dans le Heart Club d'Ibiza.
Lorsque Jan Blomqvist se produit avec son groupe, il joue avec Christian Dammann à la batterie et Felix Lehmann aux claviers. Il écrit les paroles de ses chansons avec Ryan Mathiesen.
Blomqvist est père d'un fils, et vit avec lui à Berlin.

## Discographie

### Albums studio
- 2016 : Remote Control
- 2017 : Remote Control Remixed
- 2018 : Disconnected
- 2020 : Live in Munich

### EP et singles
- 2011 : Big Jet Plane
- 2012 : Ink
- 2013 : Blood Thru My Veins (avec Pablo Einzig)
- 2014 : Time Again
- 2016 : More (feat. Elena Pitoulis)
- 2016 : Woodpeckers Love Affair (avec Miyagi, Sascha Braemer, Dan Caster)
- 2017 : Same Mistake (But Different)
- 2018 : Disconnected: Part One
- 2018 : Disconnected: Part Two
- 2018 : Disconnected: Part Three
- 2019 : In Between (avec Schiller)
- 2020 : Blaze (avec Booka Shade)
- 2021 :  Packard (avec Oliver Schories)
- 2022 : Canopée Des Cimes
- 2022 : Carry On